# Neuhütten (Hochwald)
Neuhütten im Hunsrück ist eine Ortsgemeinde im Landkreis Trier-Saarburg in Rheinland-Pfalz. Sie gehört der Verbandsgemeinde Hermeskeil an.

## Geographie
Die Gemeinde Neuhütten liegt im Schwarzwälder Hochwald an den westlichen Ausläufern des Hunsrücks.
Der Allbach bei Neuhütten speist zusammen mit der Prims die Primstalsperre.
Der Sandkopf (757 m ü. NHN) bei Neuhütten-Muhl ist der höchste Berg im Landkreis Trier-Saarburg.
Ortsteile sind Neuhütten, Muhl, Schmelz und Zinsershütten. Zum Ort gehört auch der Wohnplatz Forsthaus Neuhütten.
Neuhütten ist eine Nationalparkgemeinde im Nationalpark Hunsrück-Hochwald.

## Geschichte
Neuhütten mit seinen heutigen Ortsteilen gehörte bis zum Ende des 18. Jahrhunderts zum sponheimischen Lehen Züsch. Neuhütten bildete schon damals zusammen mit Schmelz und Zinsershütten eine gemeinsame Gemarkung, die eine Fläche von 611 Hektar umfasste. Im Jahr 1790 hatte das Dorf Neuhütten 100 Einwohner, Schmelz 164 Einwohner und Zinsershütten 127 Einwohner.
Im Jahr 1794 wurde das Linke Rheinufer von französischen Revolutionstruppen eingenommen. Im Jahre 1797 verweilte in Muhl der als Schinderhannes bekanntgewordene Johannes Bückler bei der Witwe Dupré. Von 1798 bis 1814 gehörte Neuhütten zum Kanton Hermeskeil im Saardepartement. Aufgrund der auf dem Wiener Kongress (1815) getroffenen Vereinbarungen kam die Region zum Königreich Preußen. Die Gemeinde war der Bürgermeisterei Hermeskeil im 1816 errichteten Landkreis Trier zugeordnet und gehörte von 1822 bis zum Ende des Zweiten Weltkriegs zur Rheinprovinz. Seit 1946 ist Neuhütten Teil des Landes Rheinland-Pfalz.
Am 10. März 1966 ging im Wald beim Forsthaus Neuhof nur fünf Jahre nach seiner Indienststellung der 50. Starfighter der Bundeswehr verloren. Am Morgen war der 28-jährige Pilot Feldwebel Horst Stüber mit seiner F 104 „Starfighter“ beim Fliegerhorst des Jagdbombergeschwaders 33 in Büchel/Eifel zu einem Übungsflug in Tiefflughöhe nach Frankreich gestartet. Kurz vor 14 Uhr stürzte die Maschine unterhalb des Tirolerkopfes in ein Waldstück. Die spätere Untersuchung ergab, dass der sogenannte „Kicker“, eine Automatik gegen zu starkes Aufbäumen des Flugzeuges, dem Piloten den Steuerknüppel förmlich aus der Hand geschlagen und das Flugzeug zu Boden gedrückt hatte. Nachdem Stüber sich am 10. März geraume Zeit nicht mehr gemeldet hatte, begannen Sucharbeiten, die jedoch bei einbrechender Dunkelheit beendet wurden. Erst am nächsten Tag entdeckte ein Entstörtrupp des RWE die zerschellte Maschine, die im Zuge des Absturzes die Stromleitung zum Forsthaus Neuhof beschädigt hatte. Die Reste der Maschine waren über 600 Meter verstreut. Auch heute noch werden an der Stelle immer wieder Flugzeugteile gefunden.
Am 7. November 1970 wurde der Gebietsteil Muhl mit 150 Einwohnern aus der Gemeinde Börfink nach Neuhütten umgemeindet.
Bevölkerungsentwicklung
Die Entwicklung der Einwohnerzahl von Neuhütten bezogen auf das heutige Gemeindegebiet; die Werte von 1871 bis 1987 beruhen auf Volkszählungen:
| Jahr | Einwohner |
| 1815 | 478       |
| 1835 | 677       |
| 1871 | 586       |
| 1905 | 578       |
| 1939 | 847       |

| Jahr | Einwohner |
| 1950 | 840       |
| 1961 | 836       |
| 1970 | 873       |
| 1987 | 841       |
| 2005 | 808       |

## Politik

### Gemeinderat
Der Gemeinderat in Neuhütten besteht aus zwölf Ratsmitgliedern, die bei der Kommunalwahl am 9. Juni 2024 in einer Mehrheitswahl gewählt wurden, und dem ehrenamtlichen Ortsbürgermeister als Vorsitzendem.
Die Sitzverteilung im Gemeinderat:
| Wahl | SPD               | CDU               | WGR               | Gesamt   |
| ---- | ----------------- | ----------------- | ----------------- | -------- |
| 2024 | per Mehrheitswahl | per Mehrheitswahl | per Mehrheitswahl | 12 Sitze |
| 2019 | per Mehrheitswahl | per Mehrheitswahl | per Mehrheitswahl | 12 Sitze |
| 2014 | –                 | 1                 | 11                | 12 Sitze |
| 2009 | 1                 | –                 | 11                | 12 Sitze |
| 2004 | per Mehrheitswahl | per Mehrheitswahl | per Mehrheitswahl | 12 Sitze |

### Bürgermeister
Peter Koltes wurde am 1. Juli 2019 Ortsbürgermeister von Neuhütten. Da bei den Direktwahlen am 26. Mai 2019 und am 9. Juni 2024 jeweils kein Wahlvorschlag eingereicht wurde, oblag die Neuwahl des Bürgermeisters gemäß rheinland-pfälzischer Gemeindeordnung dem jeweils neu gewählten Rat, der sich sowohl 2019 als auch 2024 in seiner konstituierenden Sitzung für Koltes entschied.
Der Vorgänger Peter Kretz hatte das Amt seit 2006 ausgeübt, war 2019 aber nicht erneut angetreten.

### Wappen
| Wappen von Neuhütten | Blasonierung: „Über gekürzter eingeschweifter silberner Spitze, darin ein schwarzer Schmelzofen mit rotem Abstich und oben herausschlagender roter Flamme, in Grün zwei goldene Hirschstangen zwei silberne Häuschen mit goldenem Dach einschließend.“ |
| Wappen von Neuhütten | Wappenbegründung: Der Ort geht auf eine Ende des 17. Jahrhunderts gegründete Eisenhütte zurück. Nach 1760 wurde eine zunächst „Maltets-Baracken“, später „neue Hütten“ genannte Siedlung zwischen den beiden heutigen Ortsteilen eingerichtet. Der Schmelzofen im Schildfuß steht zur Erinnerung an die Gründung des Ortes. Die beiden Häuschen stehen als redendes Wappenbild für Neuhütten und den hinzugekommenen Ortsteil Muhl. Die beiden goldenen Hirschstangen sind Hinweis auf den Wald- und Wildreichtum der Gemeinde. |

### Banner
|  | 00Banner: „Das Banner ist gelb mit grünem Fadenkreuz und aufgelegtem Wappen an der Schnittstelle zwischen Bannerhaupt und unterem Teil.“ |

## Infrastruktur

### Verkehr
- Eine Anschlussstelle an die A 62 und an die A 1 befindet sich im etwa drei Kilometer entfernten saarländischen Nonnweiler-Otzenhausen.
- Zur Hunsrückhöhenstraße (B327/B407) sind es circa fünf Kilometer.

## Sehenswürdigkeiten
Im Ortsteil Muhl befindet sich die St. Josefskapelle, in der auch Veranstaltungen des Nationalparks Hunsrück-Hochwald stattfinden, weshalb sich die Kirche mitunter Nationalparkkirche nennt.
Siehe auch: Liste der Kulturdenkmäler in Neuhütten

## Trivia
Bei der Bundestagswahl 2021 war einer der beiden Wahlbezirke vno Neuhütten der Wahlbezirk mit den wenigsten Wählern (40 von 76 Wahlberechtigten). Die wenigsten Wahlberechtigten (55, davon 50 Wähler) hatte allerdings Göttin (Lauenburg).

## Persönlichkeiten
- Josef Mörsdorf (1906–1995), katholischer Theologe
- Klaus Mörsdorf (1909–1989), katholischer Theologe und Kirchenrechtler